# WALK (AM)
WLID（1370 AM）是位于纽约州苏福克郡东帕楚格的一个成人标准广播电台，由Aloha Station Trust开办。发射功率白天500瓦，夜间102瓦。